# Institut für Pflanzen- und Holzchemie Tharandt

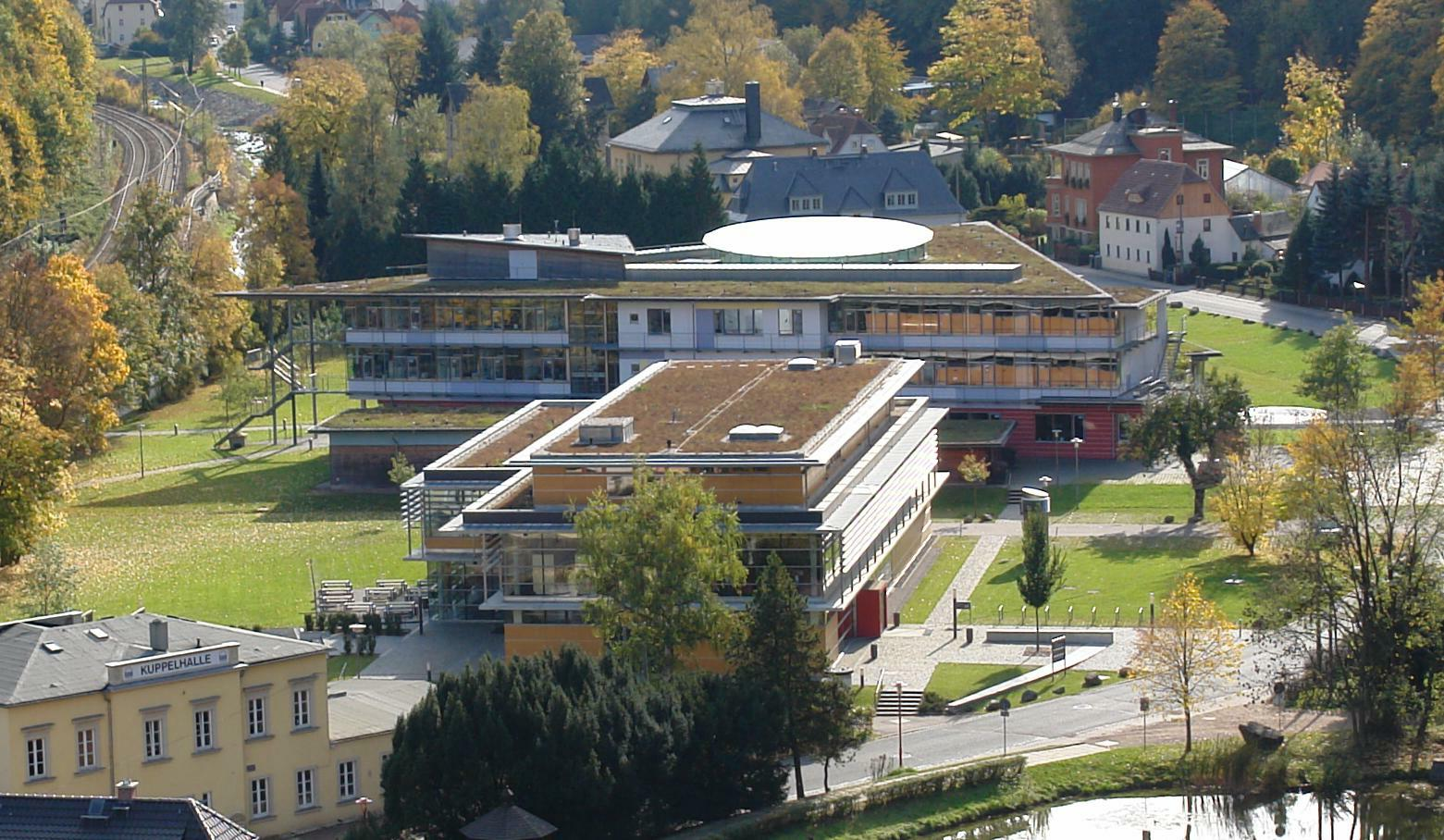
Judeich-Bau (hinten) in Tharandt

Das Institut für Pflanzen- und Holzchemie Tharandt befasst sich mit Fragen der Pflanzenchemie, Holzchemie, Immissionsforschung und Agrikulturchemie.
Schwerpunkte liegen auf der Rauchgasforschung und Naturstoffchemie, insbesondere der Lignin- und Celluloseforschung, zeitweise auch auf den Holzextrakten. Das Institut hat 20 Mitarbeiter, davon fünf Doktoranden. Es ist eingegliedert in die Fakultät Forst-, Geo- und Hydrowissenschaften der Technischen Universität Dresden und hat seinen Sitz in Tharandt im Judeich-Bau. Zum Institut gehört das immissionsökologische Prüffeld im Tharandter Wald unweit der Warnsdorfer Quelle. Dort können mit Hilfe einer computergesteuerten Schadgasdosieranlage Pflanzen künstlich in der Natur gemessenen Schadgasimmissionen ausgesetzt werden. Ebenso gehörte bis 2002 die Waldmessstation Oberbärenburg dazu, aus der die längsten Schadstoff-Messreihen in Sachsen ermittelt wurden.
Zu den herausragenden Forschungsergebnissen gehört der frühe Nachweis des Zusammenhangs zwischen Rauchgasen und Vegetationsschäden und die Entwicklung eines Gitterschornsteins zur besseren Verwirbelung von Rauchgasen. Eine Untersuchungsreihe von Hans Wislicenus gilt als Basisliteratur über Vegetationsschäden. Die zusammenfassende Darstellung von Hans-Günther Däßler, „Einfluss von Luftverunreinigungen auf die Vegetation – Ursachen, Wirkungen und Gegenmaßnahmen“, wird am Ende des 20. Jahrhunderts als Lehrbuch und Standardwerk anerkannt.

## Geschichte

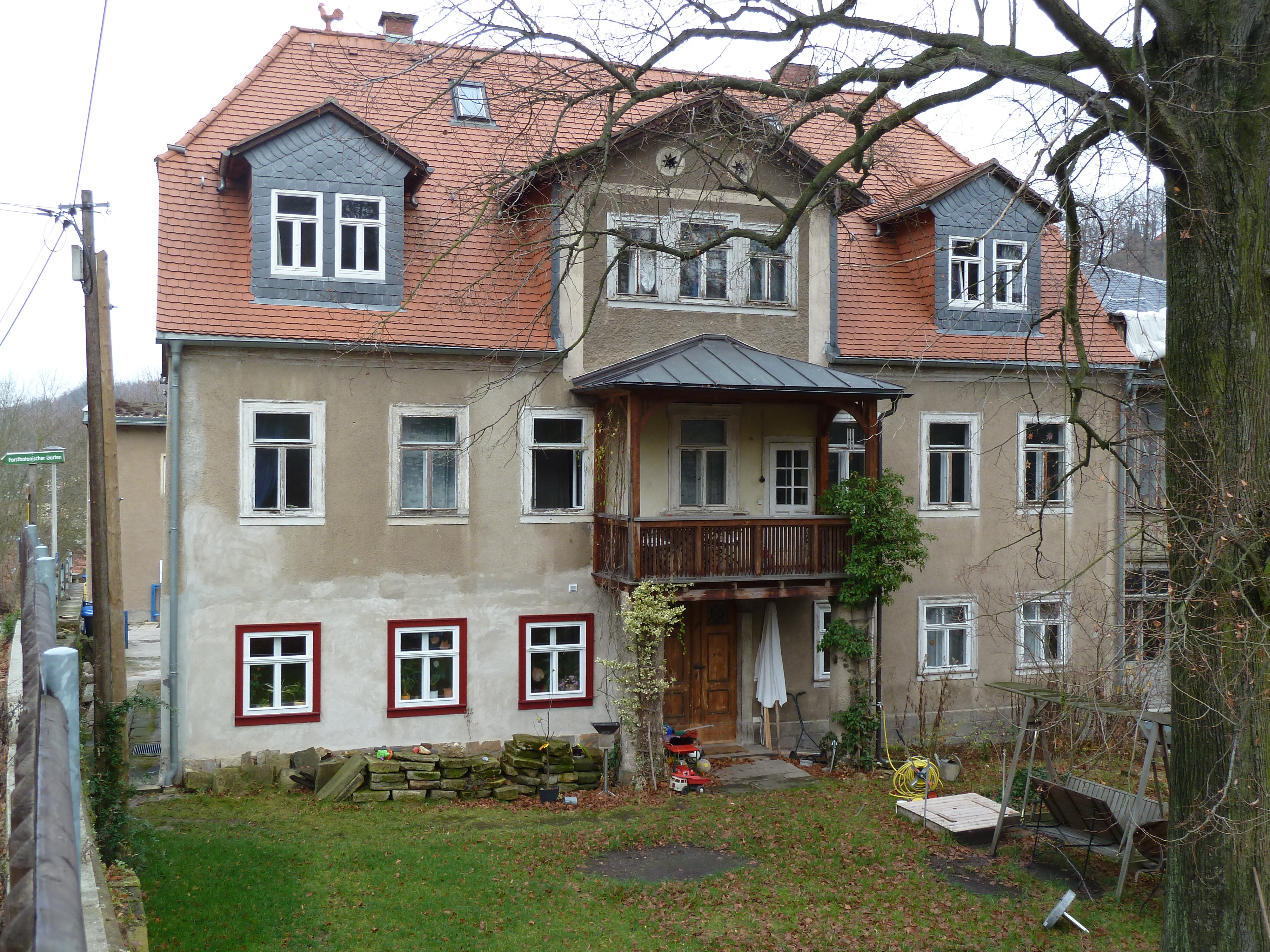
Laboratoriumsgebäude von 1844–1931 Heinrich-Cotta-Straße 11

Heinrich Cotta eröffnete 1811 eine private Forstlehranstalt, aus der 1816 die staatliche Forstliche Hochschule Tharandt hervorging. Drei Jahre später erweiterte sich der Unterricht auf das Fach chemische Bodenkunde. Ein erstes Laboratorium entstand 1844 in der Hafergasse, jetzt Cottastraße 11.

### Agrikulturchemie
Ab 1770 unternahm man in Sachsen Versuche, mit Düngesalzen die Fruchtbarkeit der Böden zu steigern. Eine Rückständigkeit Sachsens in der Landwirtschaft war dem Geheimen Kabinett und ab 1831 dem Ministerium des Inneren bewusst. Ab 1784 blieb die Eigentumsordnung im Blickfeld, aber erst 1832 begann die Regierung mit der Feudallastenablösung die Modernisierung der Landwirtschaft. Noch als Lehrer der Naturwissenschaften an der Königlich-Sächsischen Gewerbschule zu Chemnitz reichte der Chemiker Julius Adolph Stöckhardt bei der Ständeversammlung eine Petition ein, Mittel für die Ausbildung landwirtschaftlicher Chemiker zur Verfügung zu stellen. Sein Begehren wurde abgelehnt, führte aber zu einer lebhaften Diskussion in beiden Kammern. Auf Antrag des Generalsekretärs der landwirtschaftlichen Vereine Sachsens, Theodor Reuning wurde 1847 der erste Lehrstuhl für Agrikulturchemie im Deutschen Bund eingerichtet, und Stöckhardt wurde auf den Lehrstuhl berufen. Später propagierte er gegen Justus von Liebig und auch gegen Theodor Reuning die Stickstoffdüngung.
Die Leistungsfähigkeit der sächsischen Landwirtschaft stieg bald nach der Ablösung der Feudallasten. Kunstdünger wurde mehr und mehr verwendet. So stieg der Verbrauch von stickstoffhaltigem Guanomehl, das damals als Kunstdünger angesehen wurde, in Sachsen von 5 Zentnern im Jahre 1842 auf 120.000 Zentner (60 Tonnen) im Jahre 1854. Die Getreideproduktion und die Viehbestände wuchsen. Die Vollbauern und in geringerem Maße auch die Rittergüter konnten ihre Höfe vergrößern. Die Landwirtschaft kam in die Lage, die städtischer werdende Bevölkerung zu versorgen. Auf der anderen Seite erleichterten es die steigenden Gelderlöse den Vollbauern, die hoch angesetzten Ablösebeträge zu erwirtschaften. Ohne den agrikulturchemischen Fortschritt in der Landwirtschaft hätten Feudalablösung und Industrialisierung einen ungünstigeren Verlauf nehmen können.
Von 1847 bis 1883 stand Stöckhardt auch dem Labor vor. Im Laboratorium sollten die Studierenden in eigener produktiver Arbeit zu größerer Klarheit und Festigkeit im chemischen Wissen gelangen. Im Laboratorium haben von Ostern 1849 bis Ostern 1866 etwa 20 Landwirte und 20 Forstwirte gearbeitet.

### Holz- und Pflanzenchemie, Rauchschadenforschung

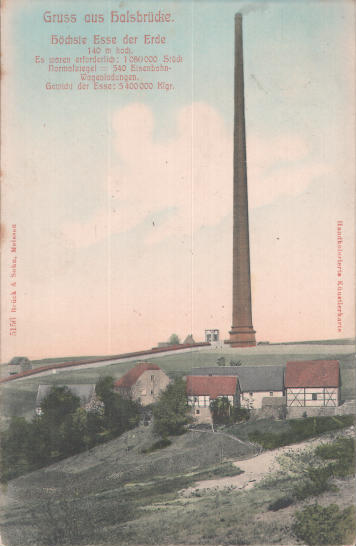
Hochschornstein Halsbrücke 144 m

Die Nutzungskonkurrenz infolge der Gemengelage von Wald- und Industriegebieten veranlasste das Königreich Sachsen als geschädigten Waldeigentümer, die Erforschung der Ursachen der Vegetationsschäden voranzutreiben. Durch eine Veröffentlichung Julius Adolph Stöckhardts wurde die Forstliche Hochschule Tharandt 1850 zum Geburtsort der Rauchschadenforschung. Stöckhardt führte die Vegetationsschäden mehr auf Schwefeldioxid und Schwermetalle zurück, weniger auf Kohlenstoffverbindungen. Diese Schadstoffe trug der vorherrschende Südwestwind aus den Freiberger Schmelzhütten, Bergschmieden und dem Amalgamierwerk Halsbrücke in den Tharandter Wald. Die dort verwendete schwefelhaltige Kohle stammte zum großen Teil aus dem Döhlener Becken.
Von 1883 bis 1895 war Julius von Schroeder Lehrstuhlinhaber. Er veröffentlichte 1883 die Untersuchung „Die Beschädigung der Vegetation durch Rauch und die Oberharzer Hüttenrauchschäden“. Julius von Schroeder begann 1878 mit der Forschung zur Gerbstoffchemie, insbesondere mit der Bestimmung des Gerbstoffgehalts in Rinden. Seine Erkenntnisse machte er in der von ihm gegründeten Deutschen Gerberschule in Freiberg für die Praxis verfügbar.
Hans Wislicenus war Lehrstuhlinhaber von 1896 bis 1935. Er intensivierte zunächst die Rauchgasschadensforschung und veröffentlichte seine Untersuchungen in elf Heften unter der Bezeichnung „Sammlung und Abhandlung über Abgase und Rauchschäden“. Sie waren lange die entscheidende Basisliteratur für die komplexe Betrachtung von Waldschäden. Unter dem populären Titel „Waldsterben im 19. Jahrhundert“ wurde das Werk 1985 nachgedruckt. Im Jahre 1911 konstruierte Wislicenus einen Gitterschornstein zur Zerwirbelung von Rauchgasen zur Verhütung von Waldschäden. Der „Dissipationsschornstein“ wurde von den Fabrikanten nicht angenommen; sie propagierten Hochschornsteine. So wurde in Halsbrücke bei Freiberg der damals mit 144 m höchste Schornstein in Europa errichtet.
Von 1914 bis 1918 wurde ein Verfahren entwickelt, mit dem das Terpentin der Kiefern möglichst rein gewonnen werden kann. Im Jahre 1920 erhielt das Laboratorium die Bezeichnung „Institut“. Der Schwerpunkt der Forschung verlagerte sich auf die stoffliche Holznutzung und später auf die Terpene und andere Holzextrakte wie Harze, ätherische Öle und Riechstoffe. Im Jahre 1931 wird das Institut ausgebaut und zieht in den „Stöckhardt-Bau“.

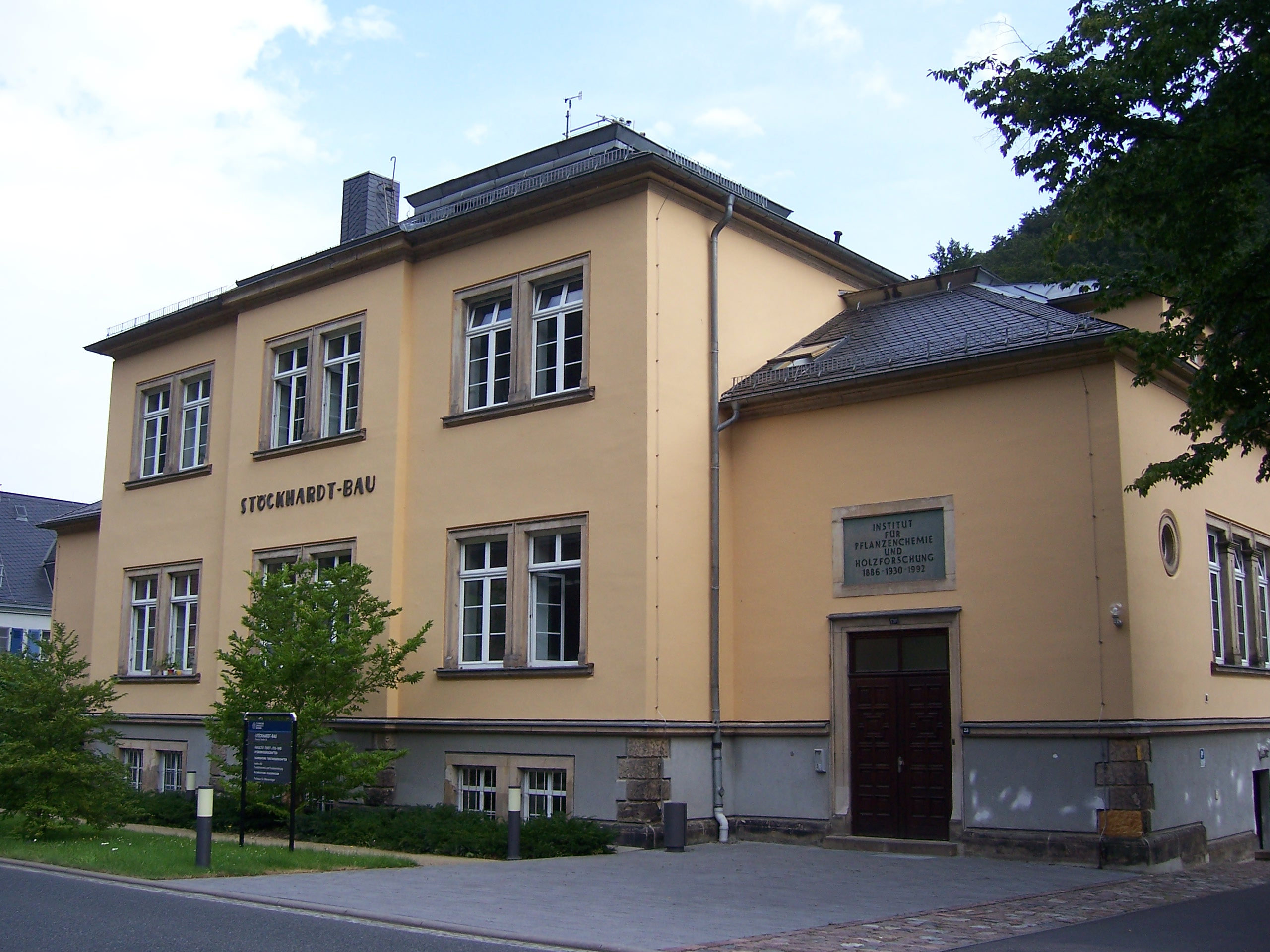
Stöckhardt-Bau, Laborgebäude für Holzchemie in Tharandt, 1931–2000

Heinrich Wienhaus, einer der bedeutendsten Terpenchemiker seiner Zeit, war Direktor des Instituts von 1935 bis 1957. Im Jahre 1938 liefen Forschungen zum Osmose-Holzschutzverfahren durch Eintrag von Salzlösungen in das Holz. Im Institutsgelände entstand ein Versuchsfeld.
Die Sowjetische Militäradministration sicherte das Institut 1945 vorläufig. Etwa 3000 Bände aus der Bücherei wurden für die Universität Kiew verladen. Heinrich Wienhaus verblieb mit einer Chemotechnikerin. Die Wiederaufnahme des Lehrbetriebs erfolgte 1947. Ab 1952 arbeitete das Institut wieder mit der Kapazität von 1936.
Von 1957 bis 1963 lag der Forschungsschwerpunkt wieder auf der Terpenchemie. Kommissarischer Direktor des Instituts war im Jahre 1957 Erich Zieger. Die Abteilung Rauchschadensforschung wurde 1961 gegründet. Von 1962 bis 1963 erfolgte eine zweite Phase des Ausbaus des Prüffelds.
Von 1963 bis 1968 fand unter der Leitung von Hans-Günther Däßler eine Rückwendung von den Holzextrakten zu den primären Pflanzeninhaltsstoffen statt. Das Institut befasste sich in diesem Zeitraum unter anderem mit der Erzeugung von Phenolen  aus pflanzlichen Polyphenolen und Stickstoffdüngern sowie der Harznutzung. Weitere Schwerpunkte waren die einstufige Gewinnung von Aktivkohle, die Gewinnung von Furfural aus Buchenrinde sowie Versuche zum alternativen Holzaufschluss mit Dimethylsulfoxid (DMSO).
Im Jahre 1968 wurde das Institut in „Wissenschaftsbereich Pflanzenchemie“ umbenannt; Däßler blieb sein Leiter. Von 1968 bis 1989 konzentrierte sich das Institut auf drei holzchemische Hauptarbeitsrichtungen: erstens die Gewinnung von Holz- und Aktivkohlen aus Holzresten nach dem Spülgas- und Schachtofenverfahren, zweitens Ligninchemie und Ligninverwertung sowie drittens die Chemie der Holzextraktivstoffe, insbesondere Tallölgewinnungs- und -aufbereitungsanlagen. Ab 1970 widmete sich das Institut dem Forschungskomplex Reinhaltung der Luft. Ab 1972 forschte das Institut zum RGW-Thema „Einfluß von Luftverunreinigungen auf Waldgesellschaften und Agrobiocönosen“. Im Jahre 1981 befassten sich die Forschungsarbeiten mit Immissionsschäden im Erz- und Elbsandsteingebirge. Die zusammenfassende Darstellung von Däßler Einfluss von Luftverunreinigungen auf die Vegetation – Ursachen, Wirkungen und Gegenmaßnahmen fand Verwendung als Lehrbuch und Standardwerk.
Nach dem Beitritt der Neuen Bundesländer zur Bundesrepublik Deutschland erfolgte 1990 die Rückbenennung in „Institut für Pflanzen- und Holzchemie“. Seit dem Jahre 1991 wurde das immissionsökologische Prüffeld im Tharandter Wald rekonstruiert. Seit 2000 nutzt das Institut gemeinsam mit anderen universitären Einrichtungen den Neubau „Judeich-Bau“ in der Pienner Straße 19. Die Baukosten beliefen sich auf 25,23 Mio. DM, die Kosten der Ersteinrichtung auf 2,67 Mio. DM.

## Direktoren des Instituts
- 1920–1935: Hans Wislicenus[29]
- 1935–1957: Heinrich Wienhaus[30]
- 1958–1960: Roland Mayer[31]
- 1961–1966: Friedrich Fischer[32]
- 1966–1974: Hans-Günther Däßler[33]
- 1975–1984: Friedrich Fischer
- 1985–1990: Klaus Fischer[34]
- 1990–1994: Otto Wienhaus[35]
- 1994–1996: Klaus Fischer
- 1996–2000: Otto Wienhaus
- 2000–2006: Klaus Fischer
- seit 2006: Steffen Fischer[36]